# Кнут Маґнуссон
Кнут Маґнуссон (швед. Knut Magnusson; невідомо — 1251) — шведський шляхтич, який жив у XIII столітті. Походив із могутньої династії Б'єльбу, його батьками були Маґнус Брока та Сіґрід Кнутсдоттер. Обіймав посаду королівського судді у Вестерйотланді.
Після смерті Еріка Шепелявого Кнут Маґнуссон двічі претендував (за батьківською лінією) на трон. Після обрання Вальдемара Бірґерссона королем Кнут Маґнуссон разом із Філіпом Кнутссоном та іншими фолькунґами підняли бунт. Вони завербували солдатів у Німеччині та вторглися до Швеції, але були переможені у битві при Герревадсбру. Кнут Маґнуссон був страчений у 1251 році після битви.

## Діти
- Бірґітта Кнутсдоттір вийшла заміж за Ульфа Йонссона Роса з Ервалли.